# Coupe du monde de course en montagne 2018
Navigation
2017 2019
La Coupe du monde de course en montagne 2018 est la vingtième édition de la Coupe du monde de course en montagne, compétition internationale de courses en montagne organisée par l'association mondiale de course en montagne.

## Règlement
Le calcul des points est identique dans les catégories féminines et masculines. Le score final cumule les 4 meilleures performances de la saison. Pour être classé, un athlète doit participer à au moins deux épreuves. La finale à Ljubljana n'offre plus de points selon un barème distinct mais un bonus fixe de 15 points. Un bonus des nations de 10 points est accordé à chaque épreuve qui accueille des participants venant d'au moins douze pays différents. Seul le PizTri Vertical ne répond pas à cette condition et n'offre pas le bonus.
| Classement | 1er | 2e | 3e | 4e | 5e | 6e | 7e | 8e | 9e | 10e | 11e | 12e | 13e | 14e | 15e | 16e | 17e | 18e | 19e | 20e | 21e | 22e | 23e | 24e | 25e |
| ---------- | --- | -- | -- | -- | -- | -- | -- | -- | -- | --- | --- | --- | --- | --- | --- | --- | --- | --- | --- | --- | --- | --- | --- | --- | --- |
| Points     | 100 | 90 | 85 | 80 | 75 | 70 | 65 | 60 | 55 | 50  | 45  | 40  | 35  | 30  | 25  | 20  | 15  | 10  | 5   | 4   | 1   | 1   | 1   | 1   | 1   |

## Programme
Le calendrier 2018 voit passablement de nouveautés par rapport aux années précédentes. Les championnats du monde de course en montagne disparaissent afin d'offrir plus de chances aux athlètes n'y participant pas. De plus, contrairement à 2017 qui ne présentait que des courses classiques, le calendrier 2018 offre une plus grande variété d'épreuves avec un kilomètre vertical, le PizTri Vertical et une course longue, la grande classique Sierre-Zinal.
| Nom de la course                    | Distance | Dénivelé            | Pays      | Date              |
| ----------------------------------- | -------- | ------------------- | --------- | ----------------- |
| Course de montagne du Grossglockner | 13,3 km  | +1 265 m / -150 m   | Autriche  | 15 juillet 2018   |
| PizTri Vertical                     | 3,5 km   | +1 000 m            | Italie    | 4 août 2018       |
| Sierre-Zinal                        | 31 km    | +2 200 m / -1 100 m | Suisse    | 12 août 2018      |
| Course de montagne du Hochfelln     | 8,9 km   | +1 074 m            | Allemagne | 30 septembre 2018 |
| Course de Šmarna Gora               | 10 km    | +710 m / -340 m     | Slovénie  | 6 octobre 2018    |

## Résultats

### Hommes
La saison voit un beau duel entre le Kényan Geoffrey Ndungu qui remporte la première manche du Grossglockner et l'Italien Francesco Puppi qui termine troisième dans cette première manche puis remporte la victoire au PizTri Vertical et termine quatrième à Sierre-Zinal, s'emparant ainsi de la tête du classement. Geoffrey remporte ensuite la Course de montagne du Hochfelln devant Francesco. L'Italien ne participe pas à la finale et permet à Geoffrey de remporter la coupe du monde en terminant troisième. Le Britannique Andrew Douglas termine troisième du classement en ayant participé à quatre courses avec comme meilleur résultat, une quatrième place au Hochfelln.
| Course                              | Vainqueur       | Deuxième          | Troisième             |
| ----------------------------------- | --------------- | ----------------- | --------------------- |
| Course de montagne du Grossglockner | Geoffrey Ndungu | Anton Palzer      | Francesco Puppi       |
| PizTri Vertical                     | Francesco Puppi | Hannes Perkman    | Timothy Kimutai Kirui |
| Sierre-Zinal                        | Kilian Jornet   | Robbie Simpson    | Robert Panin Surum    |
| Course de montagne du Hochfelln     | Geoffrey Ndungu | Francesco Puppi   | Bernard Dematteis     |
| Course de Šmarna Gora               | Johan Bugge     | Bernard Dematteis | Geoffrey Ndungu       |

### Femmes
L'Autrichienne Andrea Mayr domine la saison. Elle remporte la victoire sur les deux premières manches au Grossglockner et au PizTri Vertical. Elle ne participe pas à Sierre-Zinal qui est remportée par la Kényane Lucy Wambui Murigi mais remporte ensuite la course de montagne du Hochfelln devant Lucy. La finale de Šmarna Gora est remportée par Lucy Wambui Murigi devant l'Autrichienne. Andrea Mayr remporte ainsi la coupe sans conteste. Les trois podiums de la Kényane lui offrent suffisamment de points pour terminer deuxième du classement devant l'Irlandaise Sarah McCormack qui participe à quatre courses mais ne décroche que deux podiums avec les troisièmes places au PizTri Vertical et à Šmarna Gora.
| Course                              | Vainqueur          | Deuxième              | Troisième       |
| ----------------------------------- | ------------------ | --------------------- | --------------- |
| Course de montagne du Grossglockner | Andrea Mayr        | Purity Kajuju Gitonga | Pavla Schorná   |
| PizTri Vertical                     | Andrea Mayr        | Valentina Belotti     | Sarah McCormack |
| Sierre-Zinal                        | Lucy Wambui Murigi | Michelle Maier        | Simone Troxler  |
| Course de montagne du Hochfelln     | Andrea Mayr        | Lucy Wambui Murigi    | Michelle Maier  |
| Course de Šmarna Gora               | Lucy Wambui Murigi | Andrea Mayr           | Sarah McCormack |

## Classements
| Rang          | Nom                   | Course 1 | Course 2 | Course 3 | Course 4 | Course 5 | Points |
| ------------- | --------------------- | -------- | -------- | -------- | -------- | -------- | ------ |
| Médaille d'or | Geoffrey Ndungu       | 110      | 80       |          | 110      | 110      | 410    |
| 2             | Francesco Puppi       | 95       | 100      | 90       | 100      |          | 385    |
| 3             | Andrew Douglas        | 90       |          | 70       | 65       | 95       | 320    |
| 4             | Bernard Dematteis     |          | 75       |          | 95       | 115      | 285    |
| 5             | Timothy Kimutai Kirui |          | 85       | 50       | 55       | 85       | 275    |
| 6             | Jan Janů              | 80       |          |          | 85       | 105      | 270    |

| Rang          | Nom                     | Course 1 | Course 2 | Course 3 | Course 4 | Course 5 | Points |
| ------------- | ----------------------- | -------- | -------- | -------- | -------- | -------- | ------ |
| Médaille d'or | Andrea Mayr             | 110      | 100      |          | 110      | 115      | 435    |
| 2             | Lucy Wambui Murigi      |          |          | 110      | 100      | 125      | 335    |
| 3             | Sarah McCormack         |          | 85       | 45       | 90       | 110      | 330    |
| 4             | Pavla Schorná-Matyášová | 95       |          |          | 80       | 105      | 280    |
| 5             | Gloria Giudici          | 80       | 65       | 11       | 75       |          | 231    |
| 6             | Michelle Maier          |          |          | 100      | 95       |          | 195    |